# Bland, Australien
Bland är en ort i Australien. Den ligger i kommunen Bland och delstaten New South Wales, i den sydöstra delen av landet, omkring 330 kilometer väster om delstatshuvudstaden Sydney. Orten hade 46 invånare år 2016.
Trakten runt Bland är nära nog obefolkad, med mindre än två invånare per kvadratkilometer.. Närmaste större samhälle är Quandialla, omkring 10 kilometer öster om Bland.
Trakten runt Bland består till största delen av jordbruksmark. Genomsnittlig årsnederbörd är 600 millimeter. Den regnigaste månaden är februari, med i genomsnitt 110 mm nederbörd, och den torraste är oktober, med 19 mm nederbörd.